# Cáceres CB
Cáceres CB war ein spanischer Basketballverein aus Cáceres.

## Geschichte
Der Verein wurde 1961 gegründet. Er startete in der zweiten spanischen Basketball-Liga, wo er bis 1992 dauerhaft spielte. In der Saison 1991/92 gelang dem Team der Aufstieg in die höchste spanische Liga, der Liga ACB. Kaum angekommen im Oberhaus, wäre man fast direkt wieder abgestiegen. Die Hauptrunde wurde als 21. beendet, durch den Erfolg in den Play-downs wurde der Abstieg aber verhindert. Folglich etablierte sich Cáceres in der Elite-Liga Spaniens. 1994 belegte man einen guten fünften Platz in der regulären Saison und kam in den Play-offs bis ins Viertelfinale.
In der Saison 1994/95 erreichte der Klub das Halbfinale des Korać-Cup, wo er dem späteren Sieger dieses Pokals Alba Berlin unterlag.
Während man in der Liga zweimal in Folge im Mittelfeld landete, stieß das Team 1997 bis ins Pokalfinale des spanischen Basketballpokals, der Copa del Rey de Baloncesto, vor, wo man Joventut de Badalona mit 71:79 unterlag. In diesem Jahr machte die Mannschaft auch erneut im Korać-Cup auf sich aufmerksam, wo erst im Viertelfinale Schluss war.
Der Verein schaffte es nach 1994 nicht mehr in die Play-offs um die Meisterschaft. Mit dem Abstieg hatte er aber jahrelang auch nichts zu tun. In der Saison 2002/03 verschlechterte sich die Leistung des Kaders aber rapide, auch bedingt durch eine schwierige finanzielle Situation, die sich beim Klub entwickelt hatte. Es reichte nur zu Platz 17 und damit folgte nach elf Jahren in der Liga ACB der Abstieg in die zweite Liga. Die finanzielle Situation wurde immer angespannter und der Verein musste Insolvenz anmelden. Den Spielbetrieb in der zweiten Liga konnte der Klub zunächst aufrechterhalten, doch nach der Saison 2004/05 stellte man diesen ein und der Verein löste sich auf.
Mit Cáceres Ciudad del Baloncesto gibt es seit 2007 einen neuen Basketballklub in Cáceres.

## Halle
Der Verein trug seine Heimspiele im 6.500 Plätze umfassenden Multiusos Ciudad de Cáceres aus.

## Erfolge
- Vize-Pokalsieger Copa del Rey de Baloncesto (1997)
- Halbfinalist Korać-Cup (1995)

## Bekannte ehemalige Spieler
- Hurl Beechum (2002–2003)
- Juan Antonio Orenga (2000–2002)
- Pablo Laso (1998)
- Teoman Alibegović (1997–1998)
- Johnny Rogers (1995–1996)
- Sergei Basarewitsch (1995)